# Laelaps
Laelaps var en magisk hund, som var givet af Zeus til Europa. Laelaps var en jagthund med den fantastiske egenskab, at den altid fangede sit bytte.
Hunden gik videre til kong Minos. Minos blev imidlertid syg, og efter at Prokris fra Athen helbredte ham, gav han hende både hunden Laelaps og et spyd, der aldrig missede. Prokris' mand besluttede at gøre god brug af jagthunden til at fange Den Teumessiske Ræv – også et magisk dyr bare med den egenskab, at den ikke kunne fanges. Dette var dog et paradoks: En ræv som altid undslipper, der forfølges af en jagthund som aldrig fejler. 
Zeus løste problemet ved at forvandle begge dyr til sten.
| filosofi | Spire Denne filosofiartikel er en spire som bør udbygges. Du er velkommen til at hjælpe Wikipedia ved at udvide den. |